# Jacob Snider
Jacob Snider (* 1811; † 25. Oktober 1866) war ein US-amerikanischer Erfinder. Insbesondere ist er für das von der British Army eingeführte Snider-Enfield-Gewehr bekannt.
Als Snider Protokollführer an einer Blindenschule in Philadelphia war, druckte er im November 1833 ein Buch in Reliefschrift. Dieses ist das erste bekannte Buch in Blindenschrift in den Vereinigten Staaten. Da der Druckprozess aufwändig war, druckte er nur 40 Stück. Seinen Lebensunterhalt bestritt er als Weinhändler in Philadelphia.
Im März 1859 ist Snider als Handelsvertreter für das Montgomery-Storm-Gewehr (oft kurz Mont Storm Rifle genannt) nach England gekommen. Das Mont Storm Rifle war zwar ein Hinterlader, brauchte aber ein separates Anzündhütchen. Snider stelle das Gewehr dem War Office vor, welches nach diverseren Gesprächen zwar wohlwollend eingestellt war aber keine Entscheidung fällte. Bereits im Jahr 1859 ging Snider nach Paris um auch in Frankreich das Mont Storm vorzustellen. Dort wurde er von Napoléon Lucien Murat unterstützt. Der französische Kaiser, Napoleon III., ließ das Gewehr von den Büchsenmachern Gastinne Renette untersuchen; die durchgeführten Tests waren nicht zufriedenstellend. Auch wenn Snider mit Frankreich kein Geschäft abschließen konnte, brachte ihn die Reise auf neue Ideen. Beispielsweise hatte er dort die Gelegenheit den Hinterlader-Karabiner Mousqueton des Cent Gardes zu begutachten.

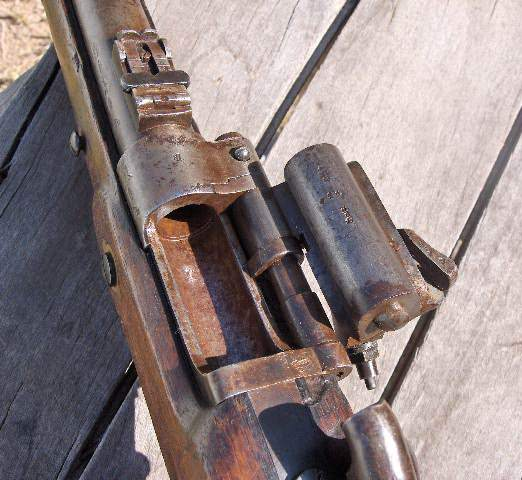
Offener Verschluss des Snider-Enfield-Gewehres

Im August 1860 stellte Snider seinen eigenen Entwurf, der sich grundlegend vom Mont Storm Rifle unterschied, dem britischen Ordnance Select Committee vor; das Komitee war positiv beeindruckt. Es ist unklar wie viel geistige Arbeit von Snider und wie viel von Françoise Eugène Schneider, einem Büchsenmacher aus Straßburg, in diesem Entwurf steckt. Schneider hat ein entsprechendes Patent in Frankreich am 4. Oktober 1860 eingetragen. Auf jeden Fall kannten sich Snider und Schneider gut. Als Snider in Paris war 1861, fädelte er für George H. Daw, einen Munitionshersteller aus London, einen Vertrag mit Schneider ein. Schneider verkaufte die Nutzungsrechte an seinen Patenten in England an Daw. Die Patente umfassten Zentralfeuerpatronen und, später umstritten, ein Hinterladergewehr. Schneider kam nach England und arbeitete für Daw. Im Jahre 1862 reichten Snider und Schneider ein gemeinsames Patent für eine Verbesserung von Hinterladergewehren ein. Daw war mit dem Patent nicht einverstanden, denn seiner Meinung nach, stünde dieses Patent ihm zu. Snider zahlte Schneider mit £100 aus.
Snider hatte nur geringe finanzielle Mittel und musste sehr sparsam leben, was seiner angegriffenen Gesundheit nicht guttat. Snider hatte außer den Gewehren noch andere Projekte. Ein Teil des verdienten Geldes schickte er nach Hause. Das Interesse von Snider war nicht nur auf Gewehre beschränkt; 1861 reichte er ein Patent für Geschütze ein.
Im Jahre 1864 kam neuer Schwung in Sniders Gewehr-Engagement; das War Office schrieb einen mit £5000 dotierten Preis für die Konversion von Enfield Vorderladern auf Hinterlader aus. Snider beteiligte sich mit seinem Entwurf, auch ließ er sich in diesem Jahr mehrere Patente zu Hinterladerwaffen eintragen. Das Gewehr wurde positiv beurteilt; im Februar 1865 stellte sich bei den Schießversuchen heraus, dass die Munition qualitativ schlecht war und die Vorgaben für Präzision und Versager nicht eingehalten wurden. Das Ordnance Select Committee entschied das Gewehr noch mal zu testen, wenn bessere Munition verfügbar sei. Das Komitee hat eigentlich das Mont Storm Rifle als Sieger auserkoren, entschied sich dann doch wegen teurer Munition mit dem separaten Anzündhütchen dagegen. Snider bekam eine zweite Chance, jedoch war es für ihn mit eigenen Mitteln unmöglich bessere Munition herzustellen. Eigentlich sollte die Munition von Daw kommen, aber das Zerwürfnis beendete diese Kooperation und Snider ging auf die Munitionsproduzenten Eley Brothers zu. Im November ging 1865 Daw wegen Patentverletzungen erfolgreich gegen die von Eley Brothers produzierten Patronen vor. Eley Brothers war gezwungen mit  Edward Mounier Boxer zu kooperieren. Das Ordnance Select Committee wiederholte die Test mit der von Boxer entwickelten .577-Snider-Patrone. Am 23. Mai 1866 empfahl das Komitee die Einführung des Snider Gewehrs, die British Army stimmte am 5. Juli zu. Entsetzt musste Snider feststellen, dass er nicht angemessen entschädigt wurde. Sein Patent hatte gegen die Britische Monarchie, als Oberbefehlshaber der Gesamtstreitkräfte, rechtlich keine Wirkung. Von dem £5000 Preisgeld wurden nur £1000 genehmigt, mit der Begründung das Gewehr kann sich doch noch als Fehlschlag erweisen. Dieses Geld musste Snider vollständig aufbrauchen, um damit bisher aufgelaufene Schulden zu begleichen. Im September 1866 brach das War Office die Geschäftsverbindung zu Snider ab. Von Krankheit gezeichnet, konnte sich Snider nur ungenügend wehren.
Am 9. Juli bekam Snider den ersten Schlaganfall, am 25. Oktober den zweiten, an dessen Folgen er starb. Snider wurde auf dem Kensal Green Cemetery begraben. Er hinterließ eine Frau und mehrere Söhne. Sein Sohn John Vaughan Snider war ebenfalls Erfinder und er nahm den Rechtsstreit um die angemessene Vergütung seines Vaters mit der Britischen Regierung auf.